# Bôle
Bôle es una localidad y antigua comuna suiza del Cantón de Neuchâtel, situada en el distrito de Boudry a orillas del lago de Neuchâtel. Desde el 1 de enero de 2013 hace parte de la comuna de Milvignes.

## Historia
La primera mención escrita de Bôle data de 1346 bajo el nombre de Boule. La comuna mantuvo su autonomía hasta el 31 de diciembre de 2012. El 1 de enero de 2013 pasó a ser una localidad de la nueva comuna de Milvignes, tras la fusión de las antiguas comunas de Auvernier, Bôle y Colombier.

## Geografía
La antigua comuna limitaba al norte con la comuna de Rochefort, al este con Colombier, y al sur y oeste con Boudry.

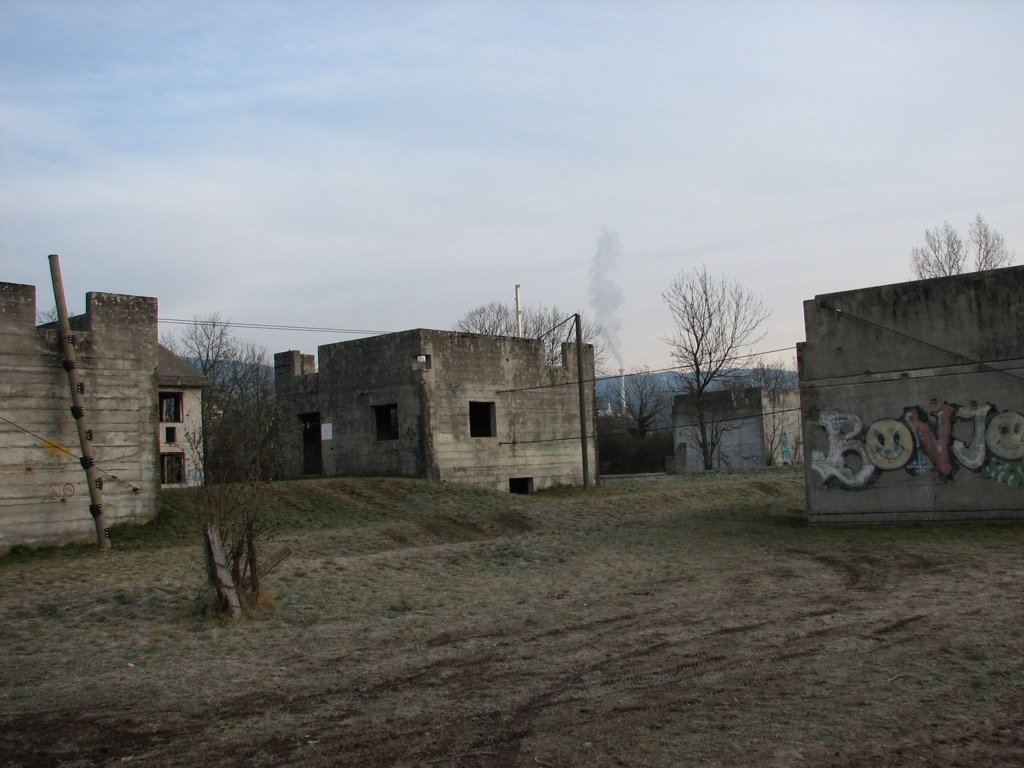
Ruinas militares en Bôle.